# TWAIN
TWAIN se refiere a un estándar destinado a la adquisición de imágenes de un escáner de imagen: una API de captura de imágenes para los sistemas operativos Microsoft Windows y Apple Macintosh.
La palabra TWAIN no es oficialmente un acrónimo; sin embargo, es ampliamente conocido como un retroacrónimo para "Technology Without An Interesting Name" (Tecnología Sin Un Nombre Interesante).

## General
El estándar fue liberado por primera vez en 1992. Actualmente está ratificado en la versión 2.2 el 16 de febrero de 2012 y es mantenido por el grupo de trabajo TWAIN. Se utiliza normalmente como una interfaz entre la aplicación de procesado de imágenes y los sensores de un escáner o cámara digital.
La desventaja de TWAIN como implementación para una aplicación típica (p.e. aplicación de escaneo) es que no siempre separa la interfaz de usuario del controlador de dispositivo (al contrario que SANE). Esto hace difícil proveer servicios TWAIN a programas ajenos al fabricante del dispositivo. Cada vez que una aplicación carga un controlador TWAIN, no se puede separar de la GUI (Interfaz gráfica de usuario). Para ser preciso, no es un defecto de la especificación TWAIN sino de los controladores del dispositivo, porque no son totalmente compatibles con la especificación TWAIN.
Kevin Bier, director del Grupo de Trabajo TWAIN y el coautor/editor original de TWAIN 1.0, observa que algunos creen que la unión de la interfaz de usuario con el "controlador" TWAIN (realmente una porción de código de la aplicación y no un controlador en absoluto) está fallando. Él responde que era una meta explícita del diseño del grupo para poner la responsabilidad de presentar la funcionalidad del dispositivo en manos del fabricante del dispositivo.
“Era nuestra premisa que ninguno otro podría saber todas las características del dispositivo o la forma más apropiada de presentar la funcionalidad al usuario,” Bier dice. “Sin importar mi opinión sobre la calidad relativa de esa premisa, era una fundación esencial del éxito de especificación. según ha demostrado la adopción de la misma.”

## Origen del nombre
La palabra TWAIN se tomó del refrán de Rudyard Kipling "The Ballad of East and West" ("La Balada del Este y el Oeste"):

Oh, East is East, and West is West, and never the twain shall meet,

Till Earth and Sky stand presently at God’s great Judgment Seat;

But there is neither East nor West, Border, nor Breed, nor Birth,

When two strong men stand face to face, tho’ they come from the ends of the earth!

El término fue elegido para reflejar la dificultad experimentada, en su día, para intentar conectar los escáneres y los ordenadores. El retroacrónimo "Technology Without An Interesting Name" surgió durante la actividad temprana del grupo pero no la aceptan como acrónimo.
Kevin Bier confirma de manera autoritaria que TWAIN, mientras que no es oficialmente un acrónimo, fue concebido como una "utilidad sin un nombre importante" ("toolkit without an important name"). Este no-acrónimo fue inspirado por una colección de cartas escritas por Mark Twain que Bier leyó. Bier comenta que terminó de leer una de esas cartas cerca de medianoche, luego chequeó el correo una última vez para recibir un conjunto de nombres potenciales para la tecnología. Respondió con una sugerencia sobre el nombre TWAIN y tras una consulta con Mark Twain (S. L. Clemens) para asegurarse de la legalidad de su uso, el nombre fue oficialmente lanzado el 29 de febrero de 1992 (que Bier vio como "fecha apropiada para el lanzamiento de nuestro esfuerzo").